# رباط قیفی
رباط قیفی یا رباط کونوئید (انگلیسی: Conoid ligament) رشته‌های خلفی و داخلی رباط غرابی‌ترقوه‌ای (کوراکوکلاویکولار) است. این رباط مخروطی‌شکل بوسیله باند متراکمی از الیاف تشکیل شده‌است و قاعده آن به سمت بالا است.
نوک آن به یک فرورفتگی زبر در پایه زائده غُرابی بر روی استخوان کتف متصل شده است.